# Топор войны

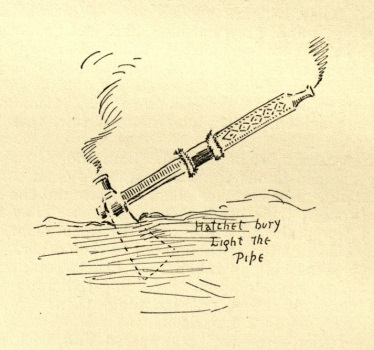
Hatchet bury. Light the Pipe.
Рисунок Э. Сетона-Томпсона

Топор войны — один из общеизвестных культурных символов, который связывают с североамериканскими индейцами. Это обусловлено значимостью топора или томагавка как символа войны в их военной символике и обычаях. Так, у ирокезов военный вождь, желающий собрать военный отряд, в полном облачении проходил по селению, издавая военный клич. Затем подходил к военному столбу гаондоте (ga-on-dote), ударял по нему своим томагавком, окрашенным в красный цвет и украшенным красными перьями и чёрным вампумом и начинал военную пляску. Желающие вступить в отряд присоединялись к пляске. Также в качестве сообщения об объявлении войны практиковалась посылка противнику томагавка. Однако известен случай посылки модели томагавка красного цвета союзному племени как приглашение присоединиться к войне на своей стороне.
Выражение «зарыть топор войны» (англ. «To bury the tomahawk») как противоположность выражению «поднять топор войны» было принято, в первую очередь, у племён восточных лесов. Но оно необязательно подразумевало реальное выполнение такого действия. Хотя известны случаи, когда такие обряды проводились.
25 июня 1761 года в Галифаксе (Новая Шотландия) был подписан мирный договор между англичанами и племенем микмаков и также была проведена церемония погребения топора. Тот договор получил название «Церемония погребения топора» (англ. Burying the Hatchet ceremony).
Выражение получило широкую известность и стало использоваться в более широком значении во многом благодаря книгам и кинематографу.